# معاونان دبیرکل سازمان ملل متحد
معاون دبیرکل سازمان ملل متحد (انگلیسی: Under-Secretary-General of the United Nations) (USG) یک مقام ارشد در نظام اداری سازمان ملل متحد است که به‌طور معمول توسط مجمع عمومی با توصیه دبیرکل برای یک دوره تجدید پذیر به مدت چهار سال منصوب می‌شود. معاون دبیرکل پس از دبیرکل و قائم‌مقام دبیرکل سازمان ملل متحد، سومین رتبه عالی در سازمان ملل به‌شمار می‌رود. این رتبه به روسای نهادهای مختلف سازمان ملل، از جمله مقامات عالی دبیرخانه سازمان ملل متحد و نمایندگان سطح بالا اعطا می‌شود. سازمان ملل متحد این درجه را برابر با وزیر کابینه یک کشور عضو می‌داند و در این رابطه دبیران کل تحت منشور ملل متحد مصونیت دیپلماتیک دارند.

## انتصاب‌ها و پاسخگویی
اکثر معاونان دبیرکل سازمان ملل متحد توسط مجمع عمومی سازمان ملل متحد و با توصیه دبیرکل برای مدت معین چهار ساله منصوب می‌شوند. افراد دیگر (به‌طور معمول فرستادگان ویژه، کسانی که توسط دبیرخانه منصوب می‌شوند و سمت‌های مدیریت غیر برنامه‌های سازمان ملل متحد) مستقیماً توسط دبیرکل سازمان ملل متحد و با حدود اختیار وی منصوب می‌شوند. با این حال، تمام معاونان از طریق دبیرکل سازمان ملل متحد به مجمع عمومی سازمان ملل گزارش می‌شود. تنها استثناء در بین معاونان، معاون دبیرکل خدمات نظارت داخلی است که مستقیماً به مجمع عمومی گزارش می‌دهد.
تمایز در روش انتصاب از آن جهت مهم است که قائم‌مقام دبیرکل سازمان ملل متحد توسط مجمع عمومی منصوب می‌شود و دارای یک وظیفه مستقل از دبیرکل می‌باشد و بنابراین وی قادر نیست بدون رضایت مجمع عمومی کسی را از سمت خود برکنار کند. بسیاری از مفسران این محدودیت را برای تضعیف قدرت دبیرکل در ارائه رهبری و مدیریت قوی نظام سازمان ملل متحد مشاهده کرده‌اند.

## رتبه معادل
برخی از پست‌های ارشد در نظام سازمان ملل متحد دارای معادل معین تحت عنوان معاون دبیرکل هستند اما حق ندارند از عنوان رسمی استفاده کنند. برجسته‌ترین نمونه این امر مدیر برنامه عمران ملل متحد است که اغلب از او به‌عنوان سومین مقام ارشد در نظام سازمان ملل یاد می‌شود اما هنوز از عنوان معاون دبیرکل استفاده نمی‌کند.

## رتبه دیپلماتیک
معاونان دارای درجه دیپلماتیک معادل وزیر دولت در هیئت دولت هستند که بر اساس ماده ۱۰۵ منشور ملل متحد مصونیت دیپلماتیک دارند.

## گروه مدیران ارشد (SMG)
حضور بیش از ۵۰ نفر در سمت معاون دبیرکل، جای تعجب نیست که نفوذ و قدرت آن‌ها در سیستم سازمان ملل متحد بسیار متفاوت سازمان‌های دیگر است. مهم‌ترین عملکرد معاونان دبیرکل سازمان ملل متحد، کنترل بودجه‌ها، برنامه‌ها یا فعالیت‌های کلیدی است و از جمله مسئولیت اعضای گروه مدیران ارشد سازمان ملل می‌باشد و هدف آنها اطمینان از انسجام و جهت‌دهی استراتژیک در کار سازمان ملل است. در ۱۹۹۷ هیئت مدیران پیشنهادهای اصلاحی را از طریق دبیرکل کوفی عنان در مجمع عمومی به تصویب رساندند.

## فهرست معاونان دبیرکل
در زیر فهرستی از معاونان دبیرکل در امور خارجه یا کسانی که دارای رتبه معادل هستند لیست شده. این لیست کامل نیست. اعضای SMG با گلوله سیاه مشخص شده‌اند (۰).

### برنامه‌ها و کمیسیون‌ها
- میچل باچله- رئیس کمیساریای عالی، دفتر کمیساریای عالی حقوق بشر سازمان ملل (OHCHR)
- گرته فاریمو- مدیر اجرایی دفتر خدمات پروژه سازمان ملل (UNOPS)
- غاده ولی- مدیرکل دفتر سازمان ملل در وین و رئیس اجرایی دفتر مواد مخدر و جرم سازمان ملل (UNODC)
- پومزیله ملامبو–نوکا - معاون دبیرکل، مدیر اجرایی نهاد سازمان ملل برای برابری جنسیتی و توانمند سازی زنان، (زنان سازمان ملل متحد)
- وینی بیانییما - مدیر اجرایی برنامه مشترک سازمان ملل در زمینه HIV / AIDS (UNAIDS)
- هولین ژائو - دبیرکل اتحادیه بین‌المللی ارتباطات از راه دور
- چائه‌ساب لی - مدیر ITU-T
- ماکیشا کیتوی - کنفرانس تجارت و توسعه سازمان ملل (UNCTAD)
- تگگنیورک گتو - مدیر همیار، برنامه توسعه سازمان ملل (UNDP)
- اخیم استینر- مدیر برنامه توسعه سازمان ملل (UNDP)، همچنین رئیس گروه توسعه سازمان ملل
- ورا سونگوه- دبیر اجرایی، کمیسیون اقتصادی سازمان ملل متحد برای آفریقا (UNECA)
- اولگا آلگایروا - کمیسیون اقتصادی سازمان ملل متحد برای اروپا (UNECE)
- آلیسیا بارسنا ابارا - کمیسیون اقتصادی سازمان ملل برای آمریکای لاتین و کارائیب (UNECLAC)
- ریما خلف- کمیسیون اقتصادی و اجتماعی سازمان ملل برای آسیای غربی (UNESCWA)[۱]
- آلمیدا آلیس جاهبانا- کمیسیون اقتصادی و اجتماعی سازمان ملل برای آسیا و اقیانوسیه (UNESCAP)[۲]
- ناتالیا کانم - مدیر اجرایی صندوق جمعیت سازمان ملل (UNFPA)
- اینگر اندرسن - مدیر اجرایی برنامه محیط زیست سازمان ملل (UNEP)
- میمونه موحد شریف - مدیر اجرایی برنامه اسکان بشری سازمان ملل (UN-HABITAT)[۳]
- فلیپو گرندی- کمیساریای عالی پناهندگان سازمان ملل (UNHCR)
- هنریتا آتش فور - صندوق کودکان سازمان ملل (یونیسف)
- دیوید ام مالون- رئیس دانشگاه ملل متحد (UNU)
- دیوید بیسلی - برنامه جهانی غذا (WFP)

### مسئولان دبیرخانه
فکیتاموئلا یوتوایکامانو- نماینده عالی LDCها، LLDCها و SIDS
- پرامیلا پاتن - معاون دبیرکل و نماینده ویژه دبیرکل در مورد خشونت جنسی در درگیری ها[۴]
- پیتر توماس درنان - معاون دبیرکل ایمنی و امنیت
- رزماری دی کارلو - معاون دبیرکل امور سیاسی

اتون خار- معاون دبیرکل بخش پشتیبانی میدانی
- ایزومی ناکامیتسو - معاون دبیرکل، نماینده عالی امور خلع سلاح
- ژان پیر لاکروا - معاون دبیرکل امور حفظ صلح
- آلیسون اسمال - معاون دبیرکل عمومی اطلاعات
- مارک لوکاک - معاون دبیرکل و هماهنگ‌کننده امداد اضطراری امور بشردوستانه
- آگوستین پی. ماهیگا - معاون دبیرکل، واسطه در محل اقامت، برنامه خلاصه کردن واسطه و آموخته‌های واسطه DPA
- ماریا لوئیزا ریبیرو ویوتی - معاون دبیرکل، سرآشپز کابینه
- هایدی مندوزا - معاون دبیرکل خدمات نظارت داخلی
- مایکل مولر - مدیرکل دفتر سازمان ملل در ژنو
- کاترین پولارد - معاون دبیرکل مجمع عمومی و مدیریت کنفرانس

کارلوس گابریل روئیز ماسیو آگوئر - رئیس کمیته مشورتی اداری و بودجه
- میگل دو سرپا سوارس- معاون دبیرکل و مشاور حقوقی

یان بیگل- معاون دبیرکل مدیریت
- لیو ژنمین - معاون دبیرکل امور اقتصادی و اجتماعی

لیلا زروگویی - نماینده ویژه کودکان و درگیری‌های مسلحانه
میمونه موحد شریف- سرپرست سرپرست دفتر کل سازمان ملل در نایروبی

### مشاوران
- بینس گاواناس - معاون دبیرکل، مشاور ویژه آفریقا
- آداما دینگ - معاون دبیرکل مشاور ویژه دبیرکل در امور پیشگیری از نسل‌کشی
- فیلیپ دوست-بلازی - مشاور ویژه دبیرکل در زمینه بودجه نوآورانه برای توسعه
- پل فارمر - مشاور ویژه دبیرکل در زمینه پزشکی مبتنی بر اجتماع و درسهایی از هائیتی
- کیم وون سو - معاون دبیرکل، مشاور ویژه دبیرکل
- نیکلاس میشل - مشاور ویژه دبیرکل و واسطه در اختلافات مرزی بین گینه استوایی و گابن
- جوزف ورنر رید، جونیور - مشاور ویژه دبیرکل
- اقبال ریزا- معاون دبیرکل، مشاور ویژه دبیرکل
- جفری ساکس- مشاور ارشد دبیرکل در زمینه اهداف هزاره (۲۰۰۴–۲۰۰۶)، مدیر پروژه هزاره سازمان ملل
- اسپن بارت اید مشاور ویژه دبیرکل در قبرس (۲۰۱۴–۲۰۱۷)
- ویجای نامبیار - مشاور ویژه دبیرکل (۲۰۱۲–۲۰۱۶)
- ویلفرد لمکه - مشاور ویژه دبیرکل ورزش برای توسعه و صلح (۲۰۱۶–۲۰۱۸)

### فرستادگان ویژه
- گوردون براون- فرستاده ویژه برای آموزش جهانی
- ری چمبرز - فرستاده ویژه برای مالاریا
- میشل کازاچکین - فرستاده ویژه برای اچ آی وی / ایدز در اروپای شرقی و آسیای مرکزی
- نیکلاس هایسوم- معاون دبیرکل، فرستاده ویژه دبیرکل در سودان و سودان جنوبی
- هانا تیتیه- معاون دبیرکل، رئیس دفتر سازمان ملل متحد در اتحادیه آفریقا
- متیو نیمیتز - معاون دبیرکل، فرستاده شخصی دبیرکل در مذاکرات یونان و FYROM
- جی وی پراسادا رائو- فرستاده ویژه ایدز در آسیا و اقیانوسیه
- مری رابینسون - فرستاده ویژه در مورد تغییرات اقلیمی
- تریه رود لارشن - نماینده ویژه دبیرکل برای اجرای قطعنامه ۱۵۵۹/۲۰۰۴ شورای امنیت سازمان ملل متحد
- ژاک روگ- فرستاده ویژه دبیرکل امور پناهندگان جوانان و ورزش
- کریستوفر راس - فرستاده ویژه دبیرکل برای صحرای غربی
- هیروت گوبر سلاسی- فرستاده ویژه دبیرکل برای ساحل صحرا
- مارتین گریفیتس - فرستاده ویژه دبیرکل در یمن
- میرکو مانزونی - معاون دبیرکل، فرستاده ویژه دبیرکل به موزامبیک
- کریستین شرنر بورگنر - نماینده ویژه دبیرکل در میانمار

## سایر مناصب ارشد سازمان ملل

### قائم مقام دبیرکل
قائم مقام دبیرکل سازمان ملل متحد پس از دبیرکل دومین مقام عالی‌رتبه در سیستم سازمان ملل است. آمینه جین محمد در این سمت عهده‌دار مسئولیت است.

### دستیار دبیرکل
یک دستیار دبیرکل در سلسله مراتب سازمان ملل متحد زیر رتبه معاون دبیرکل قرار دارد. دستیار دبیرکل معمولاً معاونانی در بخشها یا برنامه‌هایی هستند که از طریق قائم مقام دبیرکل به دبیرکل سازمان ملل گزارش می‌دهند.